# Hendrick Goudt

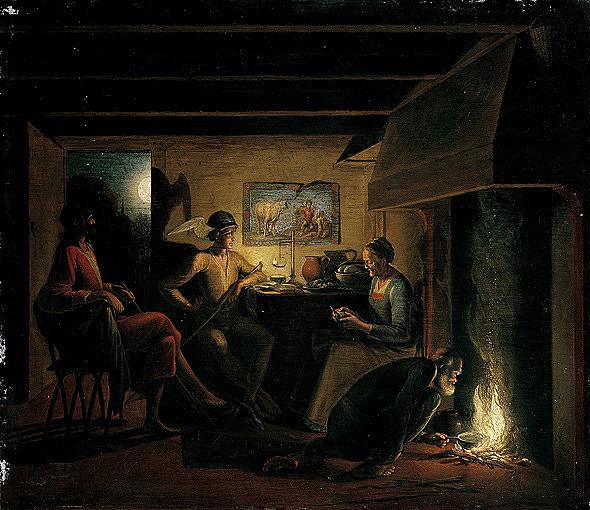
Jupiter und Merkur im Hause Philemons und Baucis (ca. 1620–1630)

Hendrick Goudt (* um 1585 in  Den Haag; † 17. Dezember 1648 in Utrecht) war ein holländischer Maler und Kupferstecher des Goldenen Zeitalters.

## Leben
Goudt wurde um 1585 als Sohn von Arend Goudt und Anneken Cool geboren. Goudts Großvater Hendrik stammte aus einer Familie hoher Beamter. Er war der Neffe und Erbe von Willem Goudt, dem Statthalter Hollands. Goudts Mutter war die Tochter eines Gastwirtes in Dordrecht. Arend Goudt heiratete Anneken am 10. Januar 1604, um den gemeinsamen Sohn zu legitimieren. Das Paar lebte aber nie zusammen. 1596 wurde Goudts Vater von Heinrich IV. geadelt und auch Hendrick Goudt selbst wurde Ridder, Heere van Noortnieuwlant, van de Keen ende ambachtsheer van de vijff Gorssen. Am 12. Dezember 1612 kaufte Arend Goudt mit dem Janskerkhof in Utrecht ein großes Anwesen.

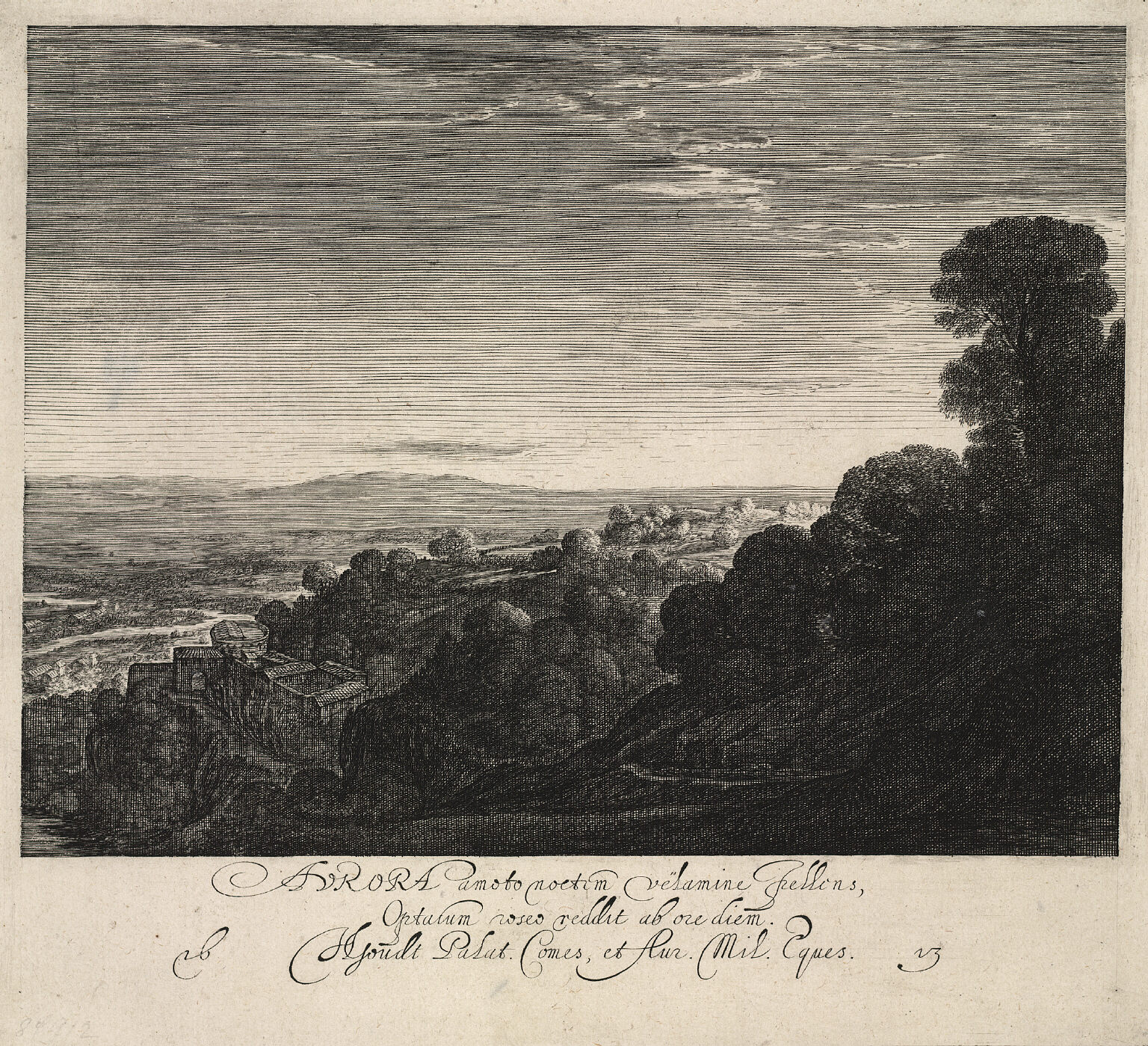
Aurora (Morgenlandschaft) (Anfang 17. Jahrhundert, nach 1607); Kupferstich nach Adam Elsheimer

Hendrick ging als junger Mann nach Rom und arbeitete dort mit Adam Elsheimer bis zu dessen Tod im Jahr 1610. 1611 kam Goudt nach Utrecht, wo er Mitglied der Lukasgilde wurde. In dieser Zeit entstand eine Serie von fünf Drucken von Elsheimers Werken. Außerdem kopierte Goudt mehrere Werke seines Lehrers. Diese Arbeiten begründeten den Ruhm Elsheimers in den Niederlanden und Westeuropa.
1624 soll eine junge Frau, die Hendrick heiraten wollte, dem Maler ein Aphrodisiakum verabreicht haben, das zu schweren Hirnschäden führte. Sein Vater erklärte 1625, dass Hendrick nun seit vier Jahren schwer krank sei. Daraufhin bestellte man Arend Goudt zum Vormund seines Sohnes.